# Egmontski grad Zottegem
Egmontski grad ali grad (grofa Lamorala) Egmontskega (nizozemsko: Egmontkasteel ali Kasteel van Egmont ) je grad v belgijskem mestu Zottegem. Razglašena je za spomenik kulturne dediščine. 

## Zgodovina
Zgodovina gradu sega v 11. stoletje, ko naj bi gospodarji Zottegema (prvi, ki se v listini omenja (1083) je bil Rothardus), zgradili grad na moti s prekopom. Okoli leta 1150 je bila zgrajena kamnita cerkev in romanska brezladijska cerkev s pokopališčem okoli nje. Ostanki te cerkve so bili izkopani leta 1994. Ob koncu 12. stoletja je veliko dvorano  prezidal z opeko Valter II. Skozi stoletja je grad postal last različnih vladarskih družin: hiše Antoing in hiše Melunskih (13. in 14. stoletje), hiše Luksemburških-Fienneških (15. stoletje). Med uporom v Gentu je bil grad leta 1381 zavzet. Leta 1452 je bil grad oblegan med drugim uporom Genta. Okoli leta 1477 so grad razgradili in na novo zgradili. 19. maja 1516 je grad obiskal Karel V., cesar Svetega rimskega cesarstva. Od leta 1530 do 1707 je grad pripadal plemiški rodbini Egmontskih, ki je  starodavni grad dala prezidati v luksuzni dvorec. Lamoral, grof Egmontski je leta 1541 podedoval grad od svojega brata. Viteško sobo (Ridderzaal) je dal prenoviti z renesančnim oriel oknom in talnimi ploščicami iz Antwerpna.  Septembra 1566 se je Lamoral preselil iz palače Egmont v Bruslju na grad; 7. septembra 1566 je z gradu napisal pismo Viljemu Oranskemu.  Po obglavitvi Lamorala leta 1568 na trgu Grand-Place v Bruslju so grad do leta 1577 zaplenili Španci. Med osemdesetletno vojno je bil grad večkrat poškodovan (1570, 1579, 1580). V letih 1645 in 1658 je grad trpel zaradi francoskih vojakov, kot leta 1671 in 1684 med vojno za špansko nasledstvo. Francoske čete so se v gradu zadrževale med devetletno vojno v letih 1690 in 1697.   Od leta 1707 je grad postal last veje  rodbine Pignatelli. Marija Claire Egmontska (1661-1714), sestra zadnjega moškega dediča Lamorala, grofa Egmontskega, je bila poročena z Nikolom Pignatellijem. Po letu 1747 so bili deli gradu porušeni. Leta 1797 so grad zaplenili Francozi. Leta 1815 je bil prodan baronu Lefèbvru iz Tournaija. Grad je razdelil na dva dela. Leta 1867 je bila postavljena fasada v renesančni arhitekturi. V letih 1957 in 1965 je mesto Zottegem kupilo dva dela gradu, ki sta bila kasneje uporabljena za bolnišnica, šolo in umetniško galerijo. Od leta 1982 je v gradu krajevna knjižnica, za katero so gradu leta 1986 prizidali novo stavbo. Med letoma 1994 in 1997 je bil grad obnovljen. Viteška soba se od takrat uporablja za poročne obrede, koncerte in konference. Leta 2022 se je začela nova akcija obnove.
V obkrožajočem Egmontskem parku so vidni arheološki ostanki nekdanje cerkve, grajskega obzidja, jarkov in (dvižni) most. V parku stoji tudi Egmontov kip iz kovanega železa (1872) kiparja Jan-Roberta Calloigneja.

## Slike
- Egmontski grad
- Peščenjaki kartuša z zvitki na renesančni-erker
- Renesančni-erker ali Tudorjevih lokih
- Hrastova vhodna vrata iz 18. stoletja z osvetlitvijo v rocaille motivu
- Stranska fasada z renesančnim-erkerjem na Tudorjevih lokih
- Okrasna vaza iz 18. stoletja na nekdanjem dvižnem mostu
- Stopnišče iz 18. stoletja v rocaille stilu
- Lesen jezdec zvona, domnevno prva četrtina 19. stoletja
- Fasada v neorenesančnem slogu (1867)
- Viteška dvorana Egmontskega gradu
- Sleutelstuk moerbalk Viteška dvorana z grbom Lamorala Egmontskega
- Zahodni prizidek iz 18. stoletja na mestu nekdanje poznogotske dvojne galerije
- Informacijska plošča